# 渡辺岳彦
渡辺 岳彦（わたなべ たけひこ、1970年 - ）は、大成建設建築設計第一部シニアアーキテクト。
愛知県生まれ。1993年日本大学生産工学部建築工学科卒業。1995年日本大学大学院生産工学研究科修士課程修了。1995年から大成建設設計本部。2011年から日本大学生産工学部非常勤講師。
ヒューリック銀座数寄屋橋ビル 本田技術研究所朝霞二輪開発センター20号棟など。
事務所ビル [前川製作所新本社ビル]で2010年度グッドデザイン賞、第４回サステナブル建築賞、東京都建築コンクール最優秀賞第11回日本免震構造協会賞受賞。
東京スクエアガーデンで2015年第16回JIA環境建築賞優秀賞、2015年照明デザイン賞入賞、建築雑誌.作品選集収録。

## 参考
- 新建築 2013年5月号
- https://www.g-mark.org/award/describe/36652